# Escuela Militar de Chorrillos
La Escuela Militar de Chorrillos es el centro de educación superior, encargado de formar, entrenar y preparar a los futuros oficiales del Ejército del Perú. Sus egresados se integran en calidad de Oficiales del ejército con el grado de Subteniente o Alférez. Tiene su sede en el distrito de Chorrillos, en la ciudad de Lima, capital del Perú.

## Historia
En 1823, el Perú, recientemente independizado, necesitaba contar con una academia militar donde se instruyera profesionalmente a los cuadros de Jefes y Oficiales que requería el Ejército para garantizar la seguridad del Estado, Por tal motivo, el entonces presidente José de la Riva-Agüero, por decreto supremo del 8 de marzo de 1823, crea el primer centro de instrucción militar del país, inicialmente bajo la denominación de «Academia Militar», destinado a cadetes y guardiamarinas. No obstante, no se llegó a concretar su fundación por la corta duración que tuvo el gobierno de Riva-Agüero. 
El 30 de noviembre de 1826, se creó el Colegio Militar durante el gobierno de Andrés de Santa Cruz. Se seleccionaba a 16 jóvenes por cada departamento para recibir instrucción y entrenamiento militar. Este funcionaba en el convento de San Pedro y fue y su primer director fue el coronel Rafael Jimena. La corta duración del gobierno de Santa Cruz hizo fracasar esta iniciativa.
Finalmente, durante el primer gobierno del Agustín Gamarra, se fundó la Escuela Militar del Perú, mediante el Decreto Supremo del 30 de enero de 1830. Esta operó en los claustros del convento de San Pedro.Su primera promoción egresó en 1831, con 19 jóvenes graduados. La escuela cerró en 1834.
Durante el primer gobierno de Ramón Castilla, se crea el Instituto Militar, por Decreto Supremo del 7 de enero de 1850, el cual funcionó en la zona del actual Hospital Carrión en Bellavista y después en el local de la calle del Espíritu Santo de Lima, que posteriormente y por mucho tiempo ocupó la Escuela de Ingenieros.
En el segundo gobierno de Castilla, se planteó la reapertura del Instituto Militar, ubicándolo fuera de Lima, el lugar escogido fue Chorrillos, balneario predilecto del mariscal Castilla. El instituto volvió a funcionar en 1859 como el Colegio Naval y Militar, en su antiguo local de la calle del Espíritu Santo, donde funcionó hasta 1867.
El presidente Manuel Pardo y Lavalle, por Decreto Supremo del 1 de octubre de 1872, dispuso la apertura del Colegio Militar en el mismo lugar del Espíritu Santo. Se señaló tres años de estudios. En junio de 1879, cerró nuevamente por la Guerra del Pacífico.
Por Decreto Supremo del 24 de julio de 1873, se creó la Escuela de Clases, con la finalidad de formar Sargentos y Cabos para el Ejército.
Funcionó en un local anexo al Cuartel de Chorrillos, sede que posteriormente ocupó la Escuela Militar. En 1878, ya habían egresado de esta histórica escuela los cuadros para formar los Batallones que sirvieron en las Campañas del Sur y de Lima en la Guerra con Chile. En 1888, la Escuela fue reorganizada y su sede trasladada al local que ocupó anteriormente en Chorrillos.
El Colegio Militar reanudó sus labores en 1889 en Lima durante el primer gobierno del presidente general Andrés Avelino Cáceres. Entre las escuelas de 1830 y 1872 existe un nexo histórico, la primera a manera de cimiento del Altar de la Patria, señaló el rumbo y escribió con letras de molde el Credo del Soldado, la segunda reabierta en vísperas de la guerra recogió la luz y la mística del deber para poner en evidencia el heroísmo de sus integrantes en el campo de batalla.

### La Misión Francesa

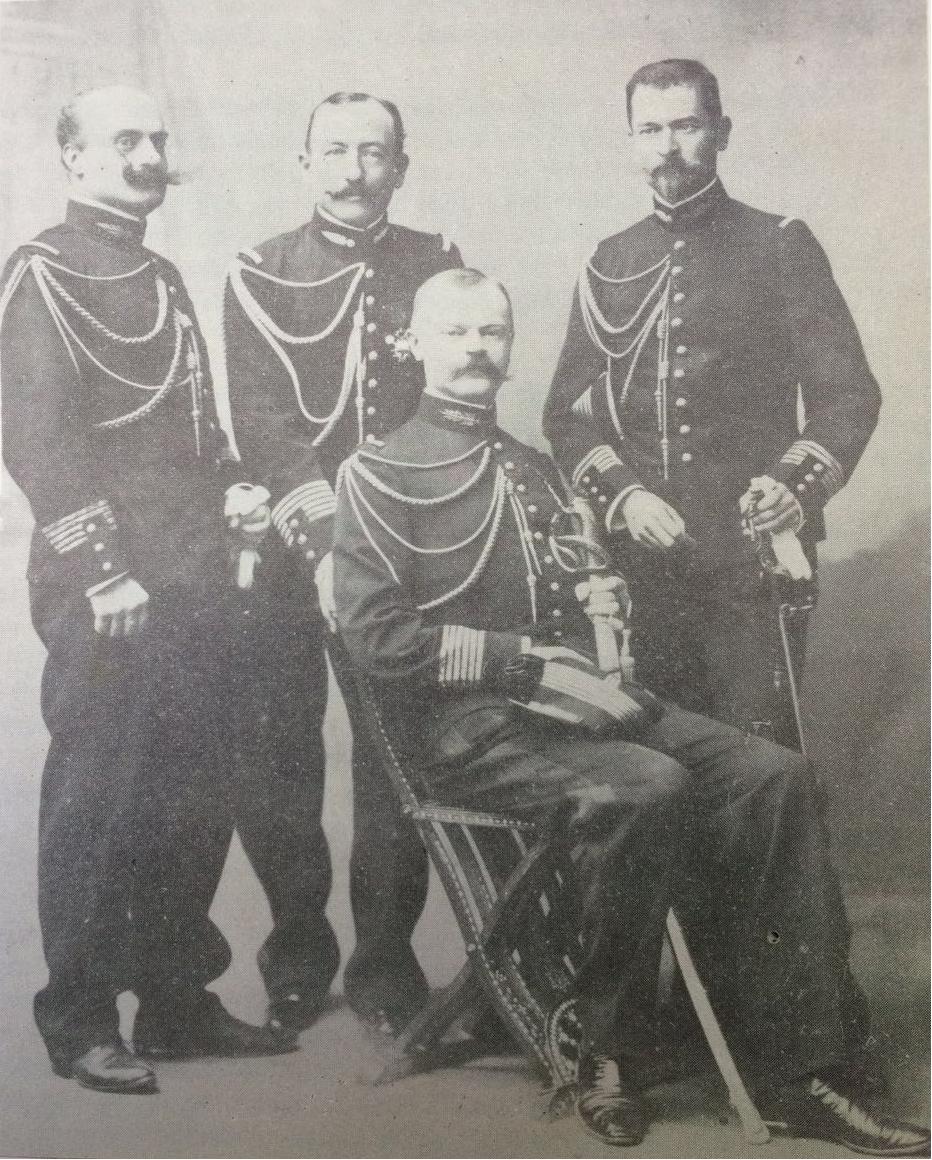
Misión Militar Francesa 1896 Crl Pablo Clément (sentado), (de izquierda a derecha), Los Tenientes Coroneles Félix d´Andre (Infantería), Eduardo Dogny (Caballería) y Luis Salatz (Artillería)

Durante el Gobierno de Nicolás de Piérola, se reorganizó el Ejército Nacional. El 16 de septiembre de 1896, se suscribió en París el contrato que permitió enviar un buen número de cadetes a la Escuela Especial Militar de Saint-Cyr y además la llegada de la Primera Misión Militar Francesa,  que llegó al Perú el 7 de noviembre de ese mismo año. Los miembros de esta Misión fueron el Capitán de Estado Mayor Paul (Pablo) Clément, Jefe de la Misión, asimilado al Ejército Peruano con el grado de Coronel y los capitanes Armand Pottin, conde de Vauvineux (Artillería), Édouard (Eduardo) Dogny de Lusan (Caballería) y Ernest Claude Perrot (Infantería), asimilados con el grado de Tenientes Coroneles.
Es  con la primera Misión que en febrero de 1898, El coronel Pablo Clément reemplaza el Colegio Militar creado por el general Andrés Avelino Cáceres, y funda la Escuela Militar de Aplicación y posteriormente el 14 de julio de 1900 cambia su nombre a Escuela Militar de Chorrillos, además en su organización se crearon una sección preparatoria destinada a impartir instrucción general, una sección de aplicación, para los alumnos de preparatoria que hubiesen concluido su instrucción y una sección superior para capitanes del ejército, con el fin de capacitarlos para el servicio de Estado Mayor.
Desde 1896 hasta 1939 se sucedieron varias misiones militares, con solo dos interrupciones: de 1914 a 1919, a raíz de la Primera Guerra Mundial, y de 1924 hasta 1932. El inicio de la Primera Guerra Mundial, ubicó a Francia en el protagonismo de la contienda bélica y uno de los antecedentes más relevantes entre los oficiales era que habían servido en Argelia, a órdenes del Mariscal Lyautey y del General Gallieni este último considerado el "Salvador de Paris" durante la Primera Guerra Mundial.
Culminada la acción bélica, se suscribió en París, el 18 de mayo de 1919, otro acuerdo para la venida de una nueva Misión Militar, que estaba comandada por el general Bonaventure (Buenaventura) Vassal e integrada por un grupo de aviadores militares, al mando del coronel Jules (Julio) du Beaudiez.

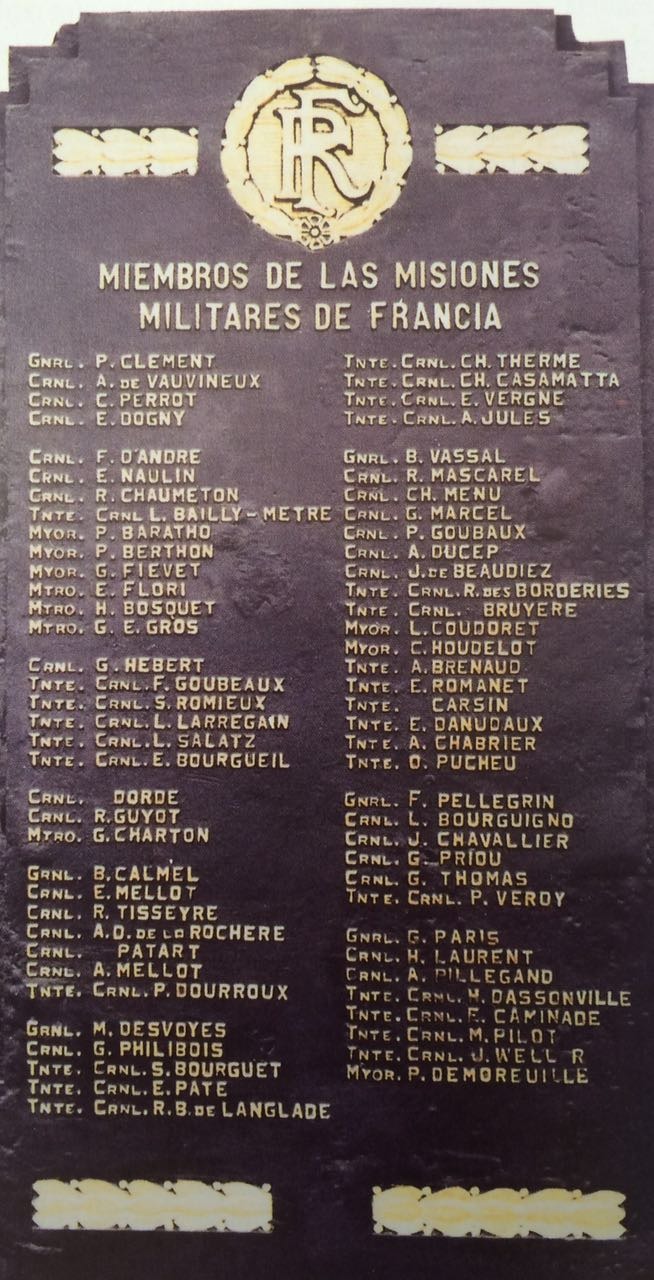
Placa conmemorativa del L aniversario de la llegada de Misión militar Francesa, mostrada en las instalaciones de la Escuela Militar de Chorrillos.

| Misión y Fecha         | Jefe de la Misión         | Número de Oficiales |
| ---------------------- | ------------------------- | ------------------- |
| 1.ª Misión 1896 - 1902 | Crl Pablo Clément         | 04 Oficiales        |
| 2.ª Misión 1902 - 1905 | Crl Eduardo Dogny         | 10 Oficiales        |
| 3.ª Misión 1905 - 1908 | Crl Pablo Clément         | 10 Oficiales        |
| 4.ª Misión 1911 - 1913 | Gral Buenaventura Calmell | 08 Oficiales        |
| 5.ª Misión 1913 - 1914 | Gral Marcel Desvoyes      | 12 Oficiales        |
| 6.ª Misión 1919 - 1922 | Gral Buenaventura Vassal  | 09 Oficiales        |
| 7.ª Misión 1922 - 1924 | Gral François Pellegrin   | 11 Oficiales        |
| 8.ª Misión 1932 - 1939 | Crl Raymond Laurent       | 08 Oficiales        |

### La Misión Norteamericana
La creciente influencia militar de los Estados Unidos como consecuencia de su participación en la Segunda Guerra Mundial, concretó en 1944, la firma del Acuerdo de Ayuda Mutua Bilateral entre el Perú y ese país. Uno de esos acuerdos fue la venida de una Misión Militar Estadounidense, que arribó en diciembre de ese año. La presencia de esta misión, a lo largo de 25 años, significó la modernización del material de guerra y un cambio sustancial en la doctrina del Ejército en el ámbito técnico y material.
Numerosos cuadros viajaron a los Estados Unidos y a la Escuela de las Américas en Panamá, para recibir instrucción. Con ello se iniciaron los cambios, tanto en la instrucción como en la doctrina, en los servicios y técnica de Estado Mayor, como en el empleo de nuevas armas y equipos. Todo este trabajo se plasmó en los nuevos reglamentos, manuales y textos especializados.
La primera Misión Militar Estadounidense estuvo integrada por el coronel Thomas Jonson, el teniente coronel Russel Mc Nellis (veterinario), el mayor Gilbert Kinmonth (motorización) y el capitán Laurence I. Hardin (transmisiones). En los años siguientes se agregaron asesores militares para las diferentes armas y servicios, y así sucesivamente, de acuerdo a los requerimientos de nuestro Ejército. 
En el año 1969, concluyó la asesoría militar de la misión norteamericana, debido al súbito advenimiento al gobierno, del Gral. Juan Velasco Alvarado, la causa radicó principalmente, a la orientación política de ideología socialista cercana al bloque soviético y contraria al bloque occidental liderado por la potencia Norteamericana, por parte de Velasco.

### La Escuela Militar hoy

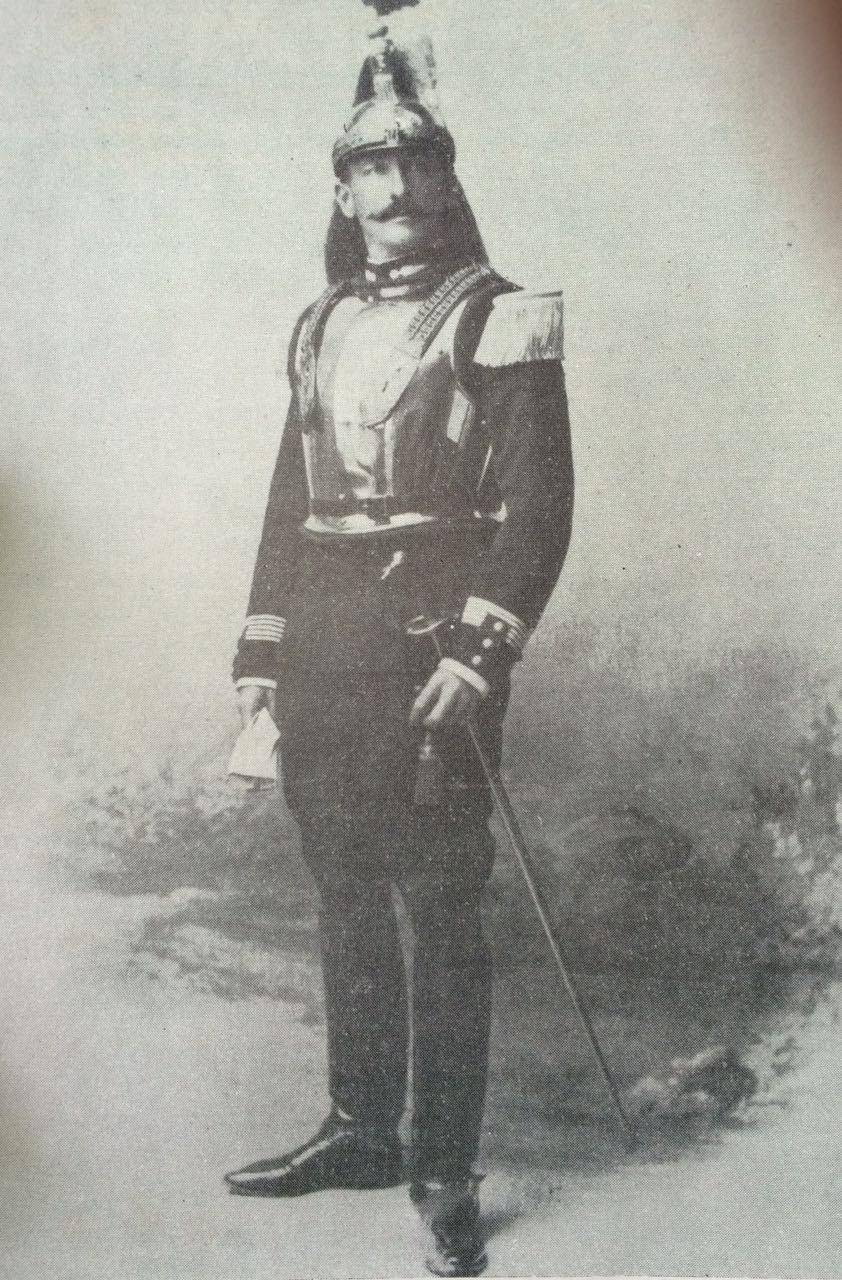
Coronel Eduardo Dogny Director de la EMCH 1901 - 1910.

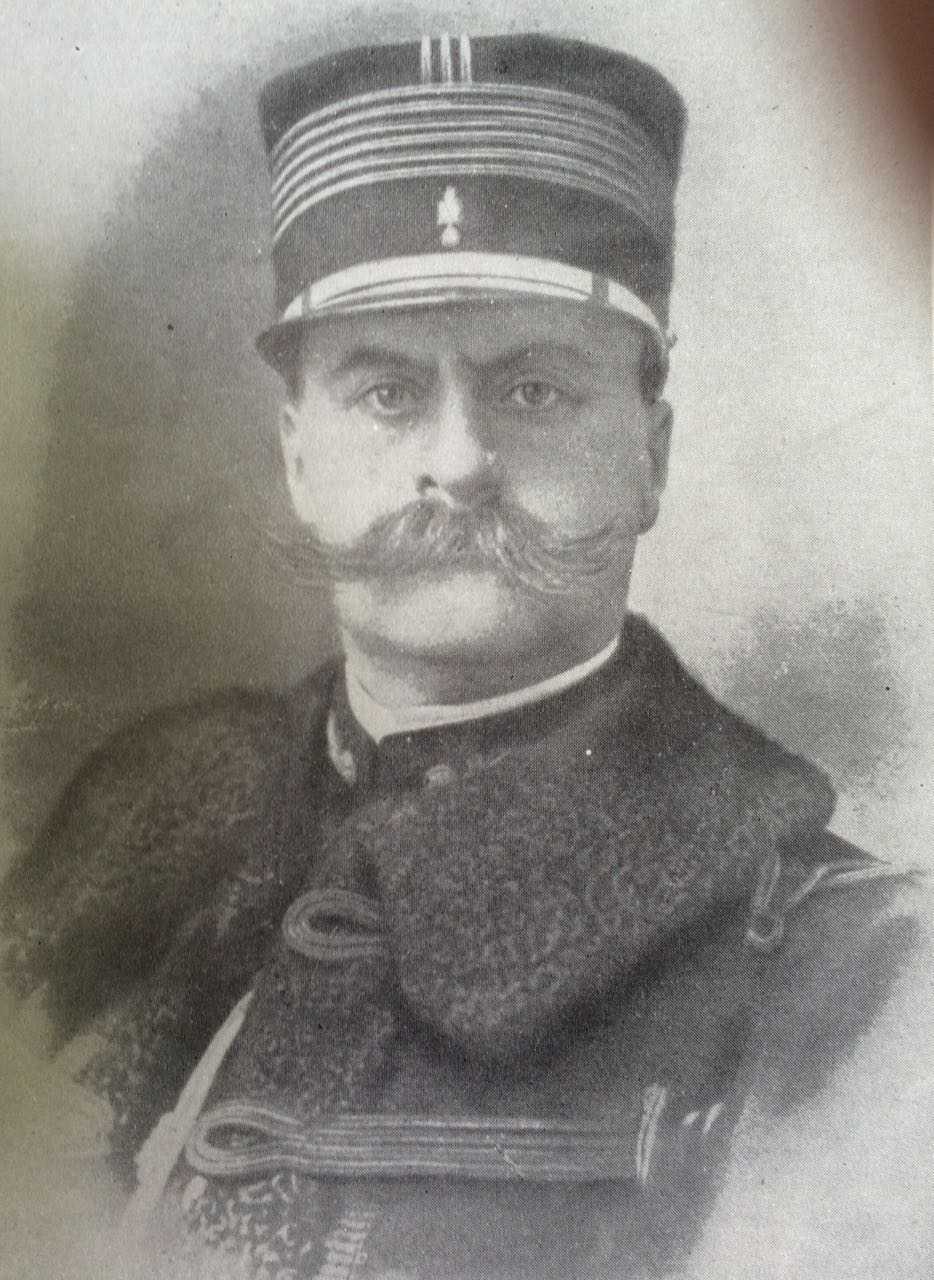
Coronel Félix d´André Director de la EMCH 1906 - 1907.

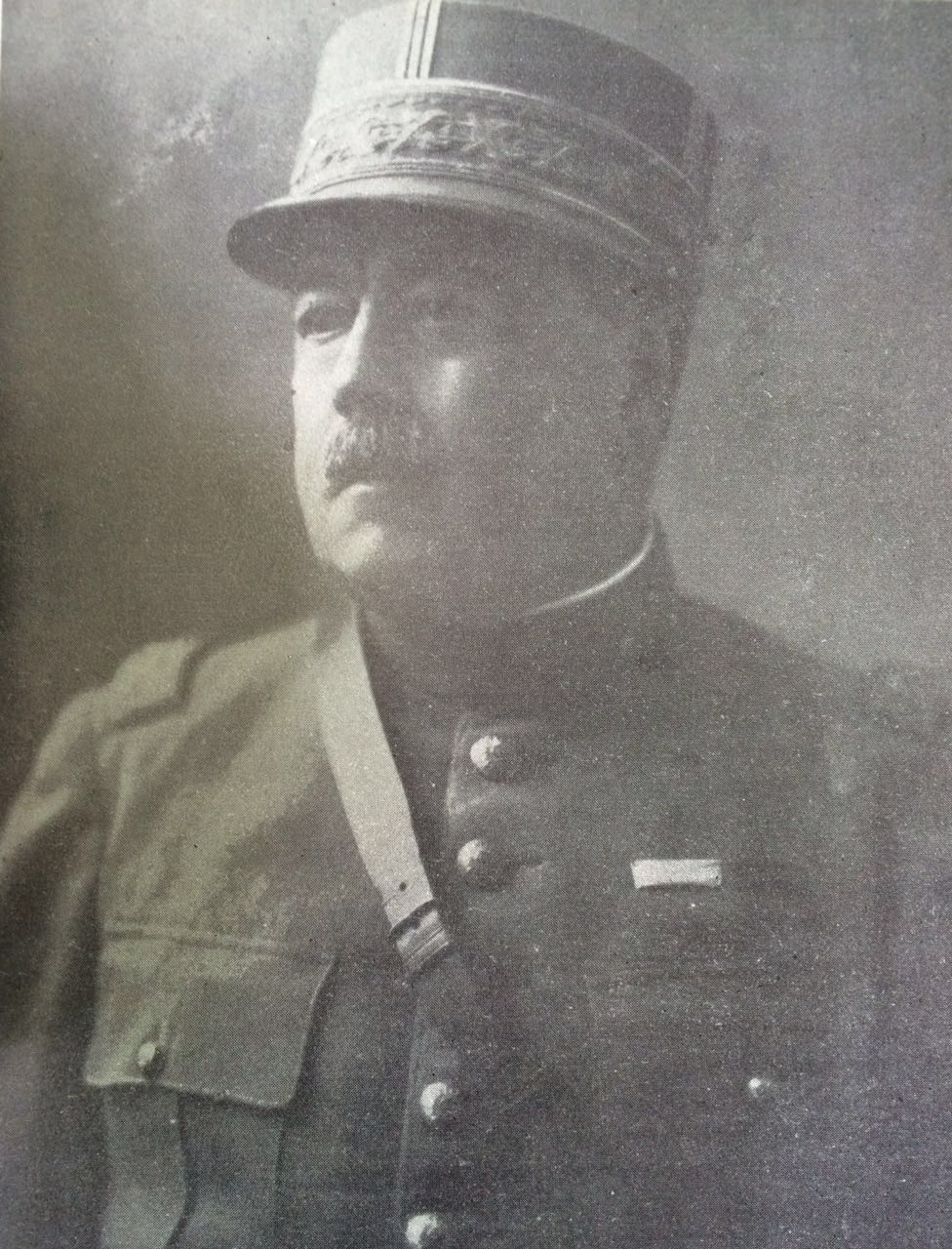
Coronel Emilio Soyer y Cabero 1.^{er} Director de la EMCH de nacionalidad peruana 1910 - 1911.

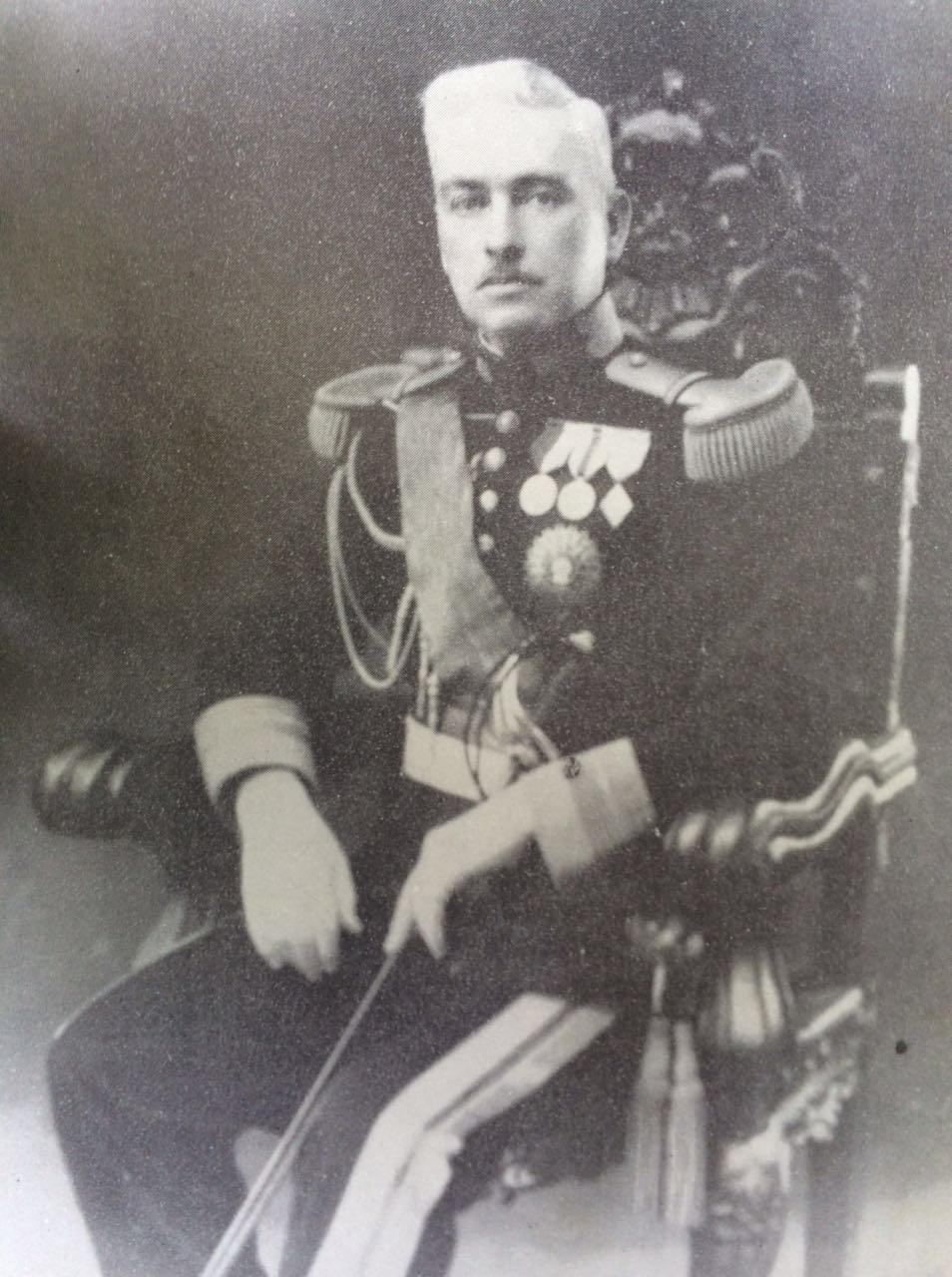
Teniente coronel Ernesto Montagne Markholz Director de la EMCH 1918 - 1919.

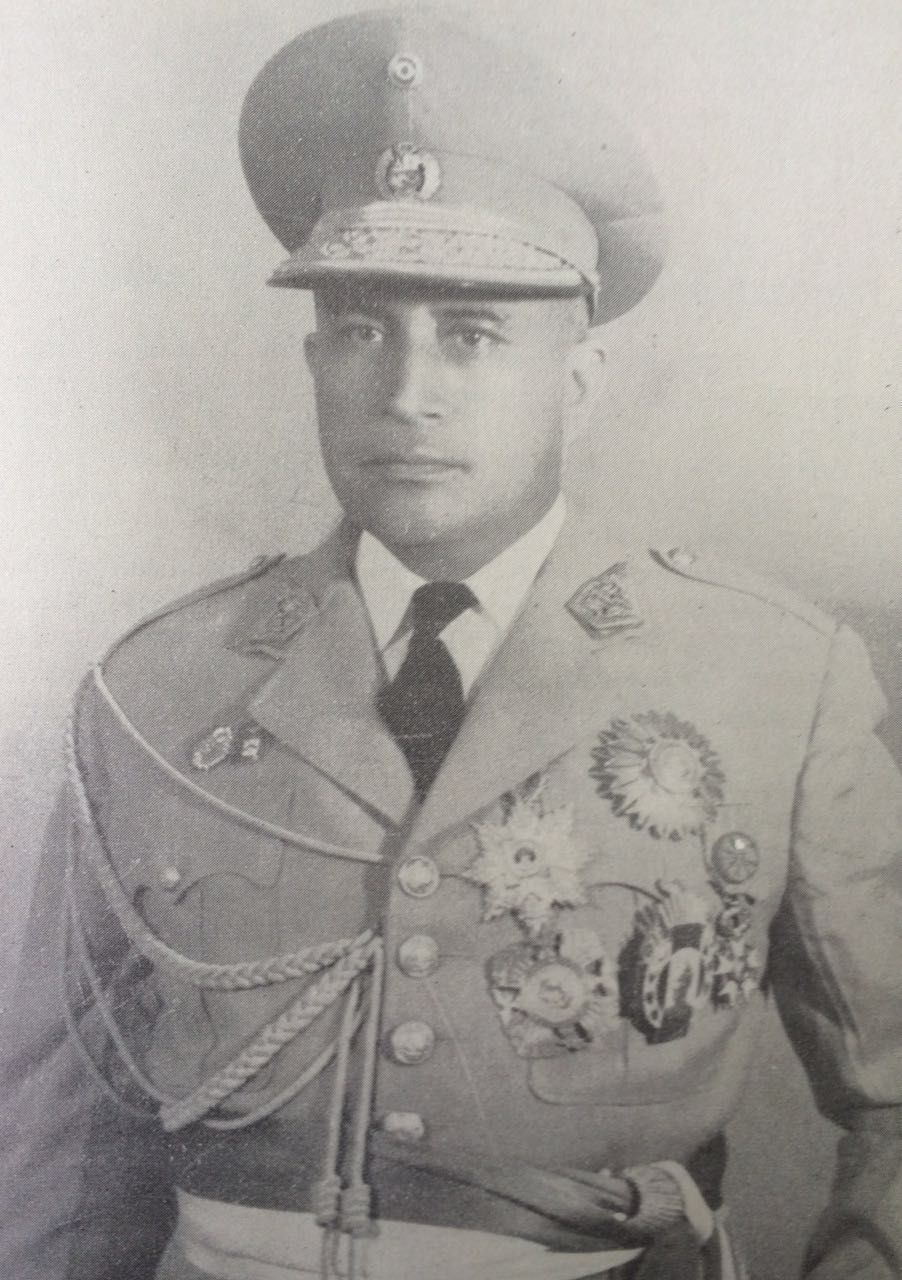
General Carlos Miñano Mendocilla Director de la EMCH 1949 - 1950.

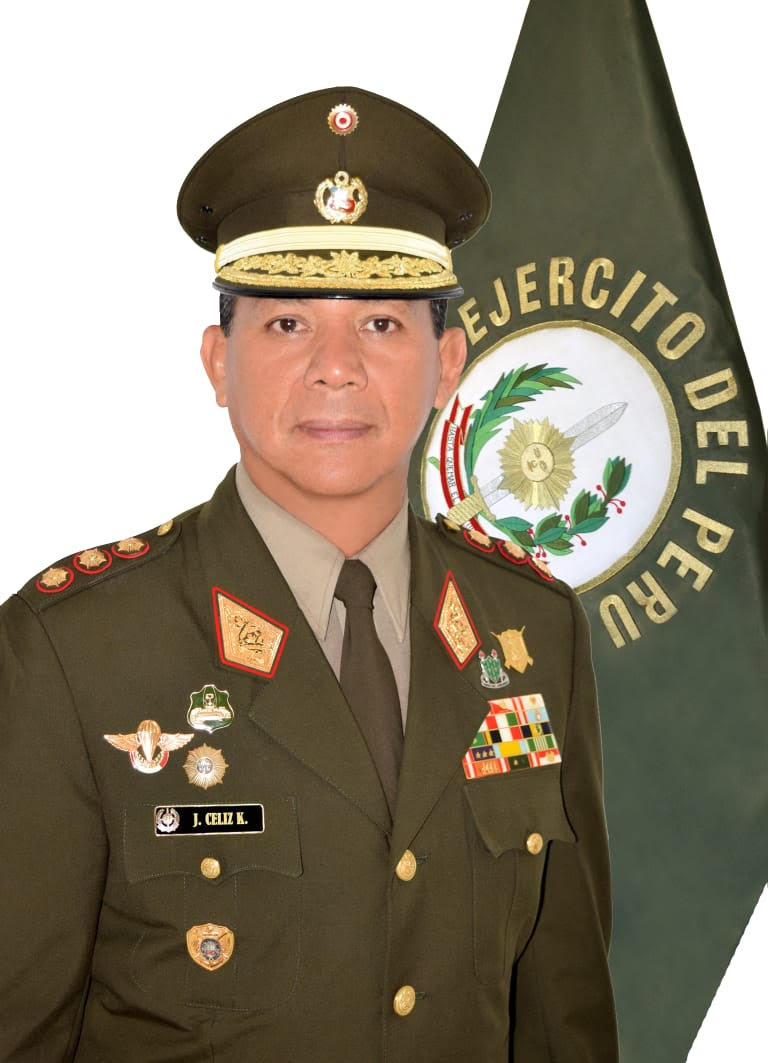
General de Brigada Jorge Celiz Kuong Director de la EMCH 2010 - 2011.

Después de 47 años de labor en el antiguo local de los cabitos, el 25 de julio de 1945, inauguró su sede en las instalaciones del Centro de Instrucción Militar del Perú (hoy Comando de Educación y Doctrina del Ejército), denominándose Escuela de Oficiales hasta 1951, en que por OGE (Orden General del Ejército) N.º 38 del 18 de mayo de 1951, se le cambió el nombre por el de Escuela Militar de Chorrillos.
Por Ley N.º 26628 de junio de 1996, el Congreso de la República autorizó el acceso de la mujer peruana a las Escuelas de Formación de Oficiales de las Fuerzas Armadas. En 1997, ingresaron a la EMCH, cincuenta damas, y desde entonces han continuado ingresando y egresando en forma ininterrumpida.
El 13 de abril del 2010, con Resolución de la comandancia General del Ejército, se resuelve el cambio de denominación a: Escuela Militar de Chorrillos "Crl Francisco Bolognesi".
El 22 de noviembre de 2014, este centro de formación, logró alcanzar los estándares de calidad para la acreditación de la carrera profesional de Ciencias Militares, oficializando su acreditación ante el SINEACE (Sistema Nacional de Evaluación, Acreditación y Certificación de la Calidad Educativa del Perú), con Resolución N.º 035-2014-COSUSINEACE/CDAH-P.

La noble y patriótica misión de la Escuela Militar de Chorrillos, es “Formar Oficiales del Ejército”, orientados en el irrenunciable deber del sagrado amor a la Patria, a garantizar la independencia, soberanía e integridad territorial de la República, así como, participar en el desarrollo integral del país.

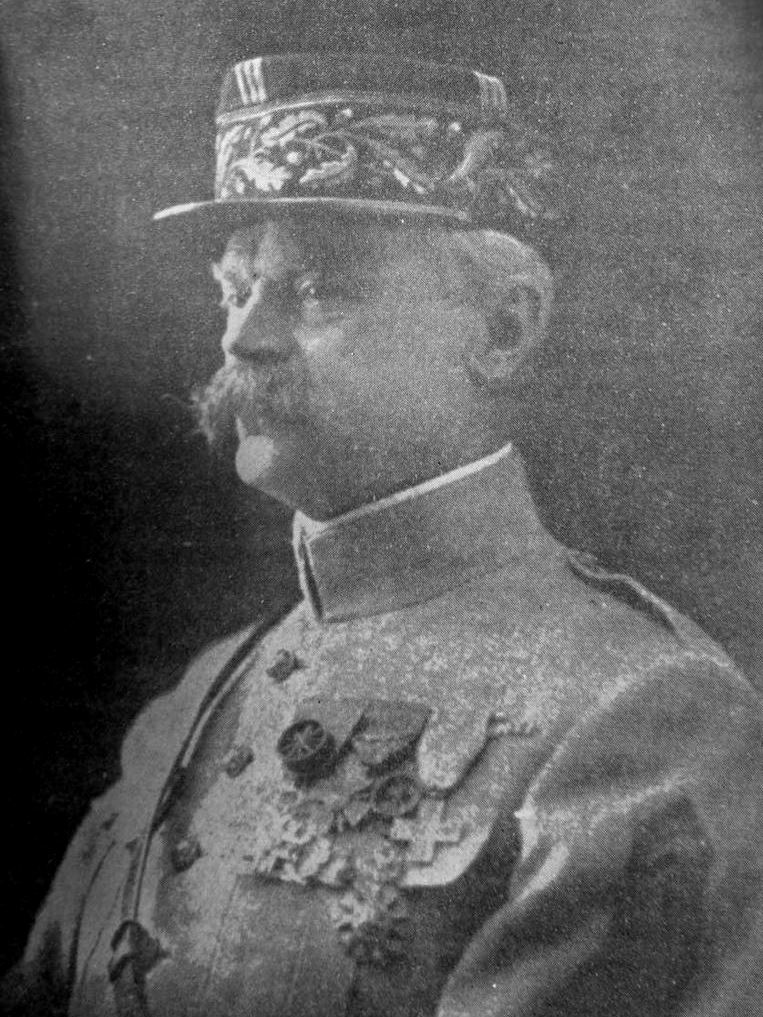
General Pablo Clément 1.^{er} Director de la Escuela Militar de Chorrillos.

## Directores
| Grado               | Nombre y Apellidos              | Inicio del periodo | Fin del periodo |
| ------------------- | ------------------------------- | ------------------ | --------------- |
| General             | Pablo Clément                   | 1898               | 1901            |
| Coronel             | Eduardo Dogny                   | Feb 1901           | Jun 1910        |
| Coronel             | Félix d´André                   | Ago 1906           | Abr 1907        |
| Coronel             | Emilio Soyer y Cabero           | Jun 1910           | Ene 1911        |
| Coronel             | J. Raymond Tisseyrand           | Ene 1911           | May 1912        |
| Coronel             | Dutheil de la Rochère           | May 1912           | Nov 1912        |
| Teniente coronel    | Enrique Ballesteros             | Dic 1912           | Ago 1913        |
| Teniente coronel    | Eduardo Pate                    | Ago 1913           | Jun 1914        |
| Teniente coronel    | Enrique Torres                  | Jun 1914           | Ene 1915        |
| Coronel             | Arístides de Cárdenas           | Dic 1914           | Jun 1915        |
| Coronel             | César de la Fuente              | Jul 1915           | Jun 1917        |
| Teniente coronel    | Isaac Zapater                   | Jul 1917           | May 1918        |
| General             | Juan M. Zuloaga                 | Set 1918           | Dic 1918        |
| Teniente coronel    | Ernesto Montagne Markholz       | Dic 1918           | Jul 1919        |
| Coronel             | Antonio Castro                  | Jul 1919           | Mar 1920        |
| Coronel             | Charles Menu                    | Abr 1920           | Set 1920        |
| Teniente coronel    | Valdiviezo Portuondo            | Oct 1920           | Ene 1921        |
| Coronel             | Jorge Marcel                    | Feb 1921           | Ago 1922        |
| Teniente coronel    | Leonidas Gonzales H.            | Nov 1922           | Ene 1923        |
| Coronel             | Pablo Goubaux                   | Feb 1923           | Nov 1924        |
| Teniente coronel    | Aurelio García Godos            | Dic 1924           | Dic 1926        |
| General             | José Luis Salmón                | Mar 1928           | Oct 1929        |
| General             | Héctor Martínez F.              | May 1929           | Oct 1929        |
| General             | Fernando Sarmiento              | Oct 1929           | Set 1930        |
| Coronel             | Roberto López                   | Set 1930           | Jul 1932        |
| Teniente coronel    | J. Alejandro Barco              | Jul 1932           | May 1936        |
| General de División | Manuel Morla Concha             | Mar 1936           | Oct 1937        |
| Coronel             | Felipe de la Barra              | May 1936           | Jun 1936        |
| Coronel             | Manuel Ramírez Sicca            | Abr 1939           | Jun 1939        |
| General             | José F. Vásquez B.              | Jun 1939           | Set 1945        |
| Coronel             | Salustio Fernández Oblitas      | Oct 1943           | Dic 1943        |
| General             | José del Carmen Marín           | Set 1945           | Ene 1947        |
| General             | Óscar Torres Velásquez          | Abr 1947           | Dic 1947        |
| Coronel             | Félix Huamán Izquierdo          | Ene 1947           | Jun 1948        |
| General             | Carlos Miñano Mendocilla        | Jun 1949           | Ene 1950        |
| Teniente coronel    | Juan Velasco Alvarado           | Ene 1950           | Ene 1953        |
| Coronel             | Fernando Villalobos             | Ene 1953           | Ene 1954        |
| Teniente coronel    | Enrique Salaverry C.            | Ene 1954           | Feb 1955        |
| Coronel             | Máximo Verastegui I.            | Feb 1955           | Jun 1955        |
| Coronel             | Jorge Muñiz Luna                | Ene 1956           | Feb 1958        |
| Coronel             | Ernesto Montagne Sánchez        | Feb 1958           | Feb 1960        |
| Coronel             | Armando Ugarte H.               | Feb 1960           | Ene 1961        |
| Coronel             | José Benavides B.               | Ene 1961           | Dic 1962        |
| Coronel             | Eduardo Portella C.             | Ene 1963           | Ene 1964        |
| Coronel             | Jóse Rivera Zumarán             | Ene 1964           | Dic 1964        |
| Coronel             | Alfredo Carpio Becerra          | Ene 1965           | Dic 1966        |
| Coronel             | Otto Eléspuru Revoredo          | Ene 1967           | Dic 1968        |
| Coronel             | Rudecindo Zavaleta R.           | Ene 1969           | Dic 1970        |
| Coronel             | Luis Abad Araujo                | Ene 1971           | Dic 1972        |
| Coronel             | José Sarango Ojeda              | Ene 1973           | Feb 1973        |
| Coronel             | Reynaldo Sánchez M.             | Feb 1973           | Dic 1973        |
| Coronel             | Luis Dancuart Parodi            | Ene 1974           |                 |
| Coronel             | Julio Carbajal D´angelo         | Ene 1975           | Jul 1976        |
| General             | Adolfo Reátegui Cárdenas        | Jul 1976           | Dic 1976        |
| General de Brigada  | Julián Juliá Freyre             | Ene 1977           | Jul 1979        |
| General de Brigada  | Carlos Briceño Zevallos         | Jul 1979           | Dic 1980        |
| General de Brigada  | Humberto Rejas Collao           | Ene 1981           | Dic 1982        |
| General de Brigada  | Raúl Briceño Zevallos           | Ene 1983           | Dic 1984        |
| General de Brigada  | Jorge Rabanal Portilla          | Ene 1985           | Dic 1985        |
| General de Brigada  | Jaime Salinas Sedó              | Ene 1986           | Dic 1987        |
| General de Brigada  | Jorge Hoyos Rubio               | Ene 1988           | Dic 1989        |
| General de Brigada  | Juan Briones Dávila             | Ene 1990           | Dic 1990        |
| General de Brigada  | Luis Block Urban                | Ene 1991           | Jul 1991        |
| General de Brigada  | Santiago Gonzales Orrego        | Ago 1991           | Dic 1993        |
| General de Brigada  | Amadeo Solari Andrade           | Ene 1994           | Dic 1995        |
| General de Brigada  | Roberto Chiabra León            | Ene 1996           | Dic 1997        |
| General de Brigada  | Wílber Calle Girón              | Ene 1998           | Dic 1998        |
| General de Brigada  | Juan Sánchez Quilagaiza         | Ene 1999           | Dic 1999        |
| General de Brigada  | Pedro Beingolea Gutiérrez       | Ene 2000           | Dic 2001        |
| General de Brigada  | César Reinoso Díaz              | Ene 2002           | Dic 2003        |
| General de Brigada  | Roberto Vértiz Cabrejos         | Ene 2004           | Abr 2004        |
| General de Brigada  | Alfredo Murgueytio Espinoza     | Abr 2004           | Dic 2005        |
| General de Brigada  | Walter Martos Ruiz              | Ene 2006           | Dic 2007        |
| General de Brigada  | Abel Gutiérrez Castro           | Ene 2008           | Dic 2009        |
| General de Brigada  | Jorge Orlando Celiz Kuong       | Ene 2010           | Dic 2011        |
| General de Brigada  | Augusto Javier Villaroel Rossi  | Ene 2012           | Dic 2013        |
| General de Brigada  | Carlos Martin Mayca Vásquez     | Ene 2014           | Dic 2015        |
| General de Brigada  | Edwin Patterson Monsalve        | Ene 2016           | Dic 2017        |
| General de Brigada  | Carlos Rabanal Calderón         | Ene 2018           | Dic 2019        |
| General de Brigada  | Juan Valverde Virhuez           | Ene 2020           | Dic 2020        |
| General de Brigada  | Francisco Javier Costa Gallegos | Ene 2021           | Dic 2022        |
| General de Brigada  | Walter Ocampo Marquina          | Ene 2023           | Presente        |

## XVIII Juegos Panamericanos "Lima 2019"
La Escuela Militar de Chorrillos fue elegida como sede de los Juegos Panamericanos para las siguientes disciplinas:
| Sede                          | Distrito   | Deporte                |
| ----------------------------- | ---------- | ---------------------- |
| Escuela Militar de Chorrillos | Chorrillos |                        |
| Escuela Militar de Chorrillos | Chorrillos | Fisioculturismo        |
| Escuela Militar de Chorrillos | Chorrillos | Levantamiento de pesas |
| Escuela Militar de Chorrillos | Chorrillos | Pentatlón moderno      |